# Hlohov (Číhošť)
Hlohov (německy Lohow) je vesnice, část obce Číhošť v okrese Havlíčkův Brod v Kraji Vysočina. Nachází se asi 3,5 km na severozápad od Číhoště. V roce 2009 zde bylo evidováno 55 adres. V roce 2001 zde žilo 41 obyvatel. Při západním okraji osady protéká Olešenský potok, který je pravostranným přítokem řeky Sázavy.
Hlohov je také název katastrálního území o rozloze 1,98 km2.

## Galerie

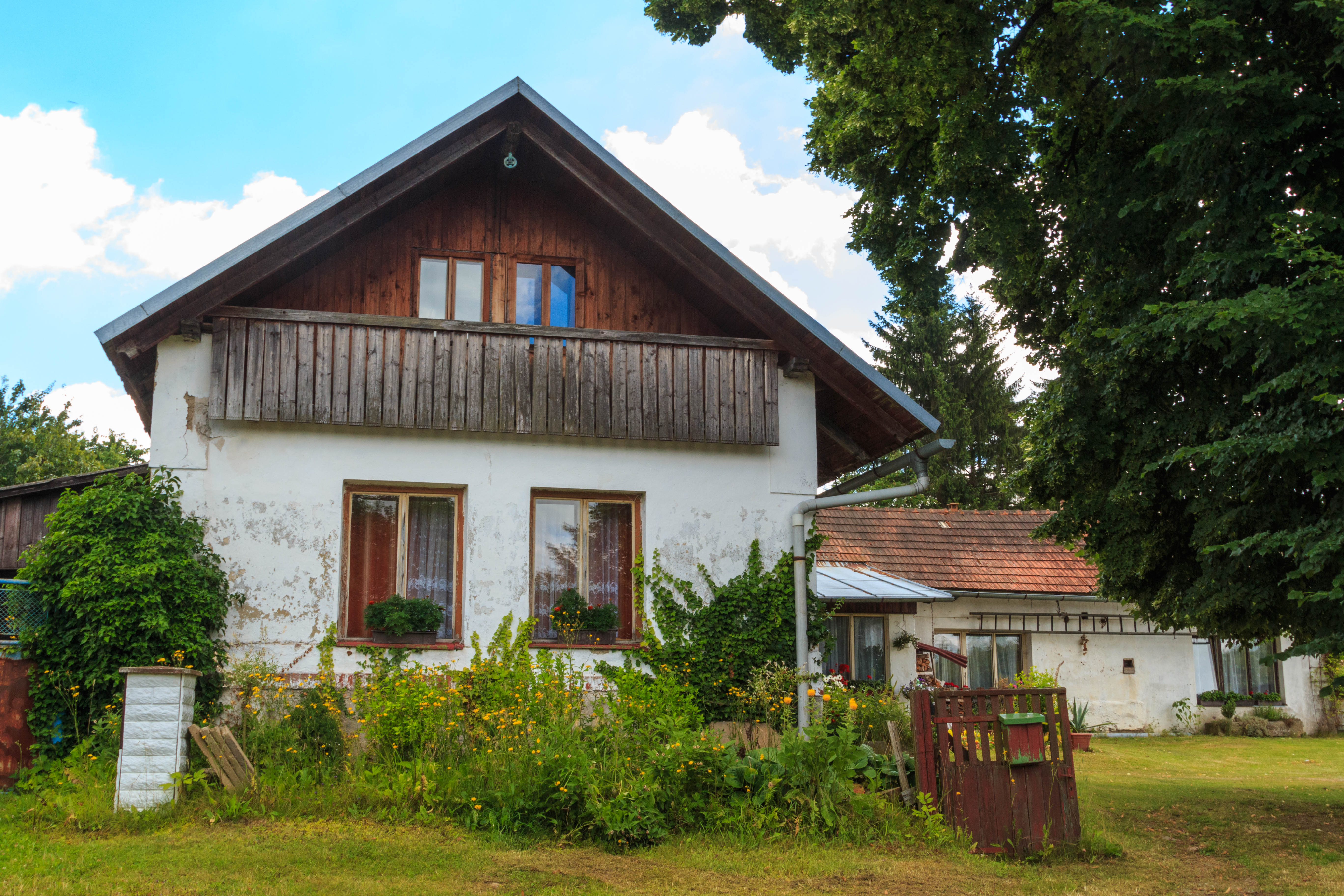
Hlohov čp. 4
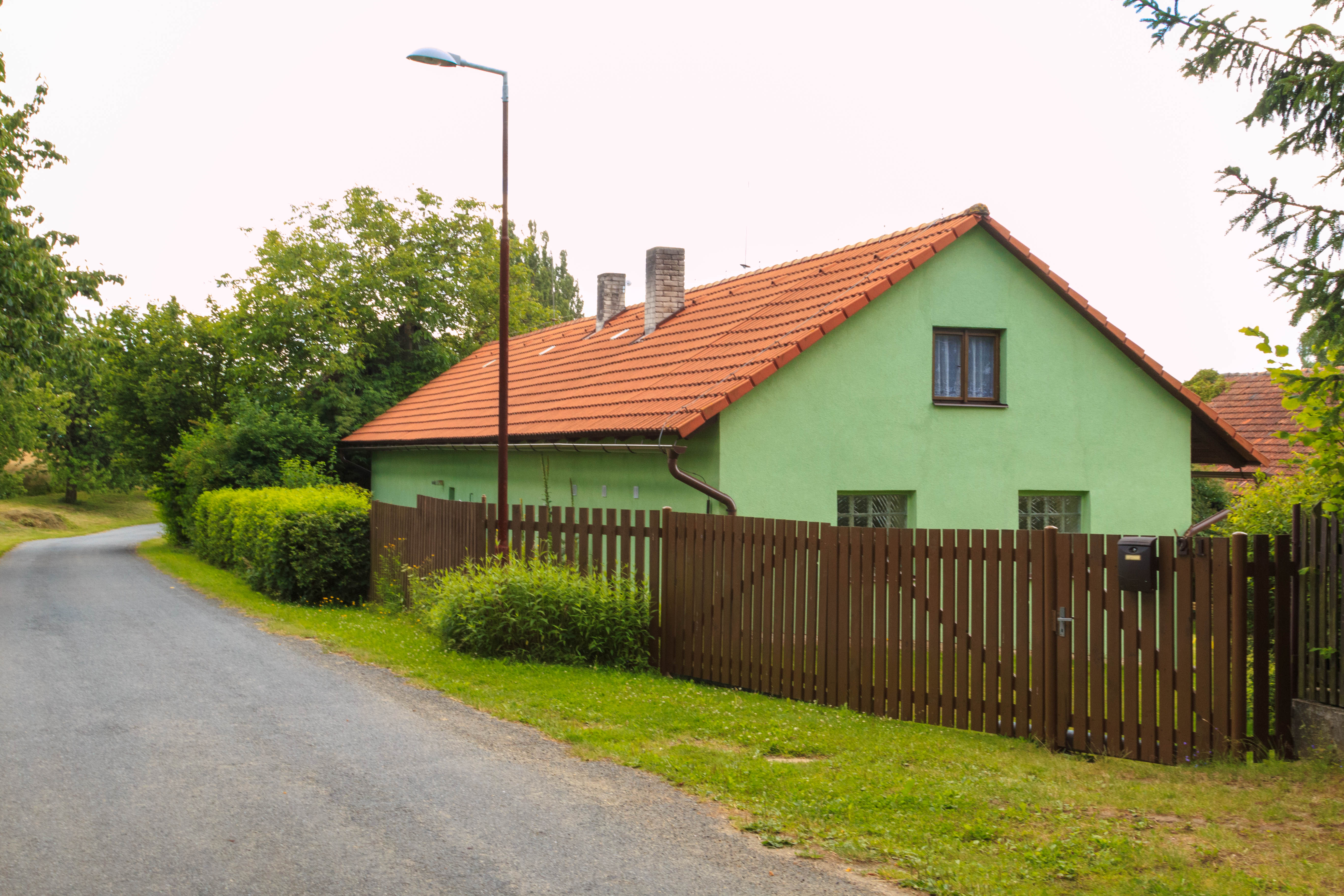
Hlohov čp. 21
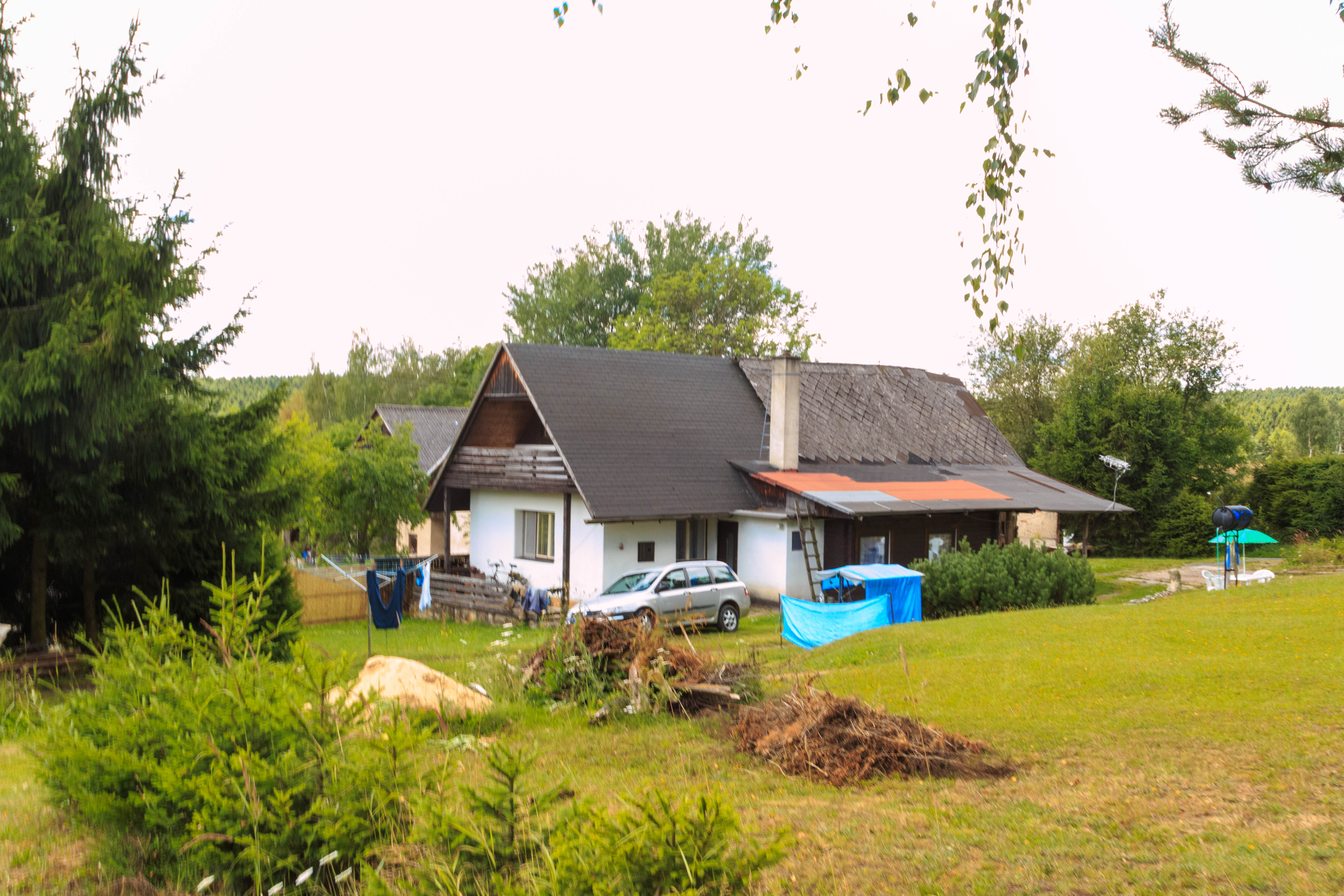
Hlohov čp. 16
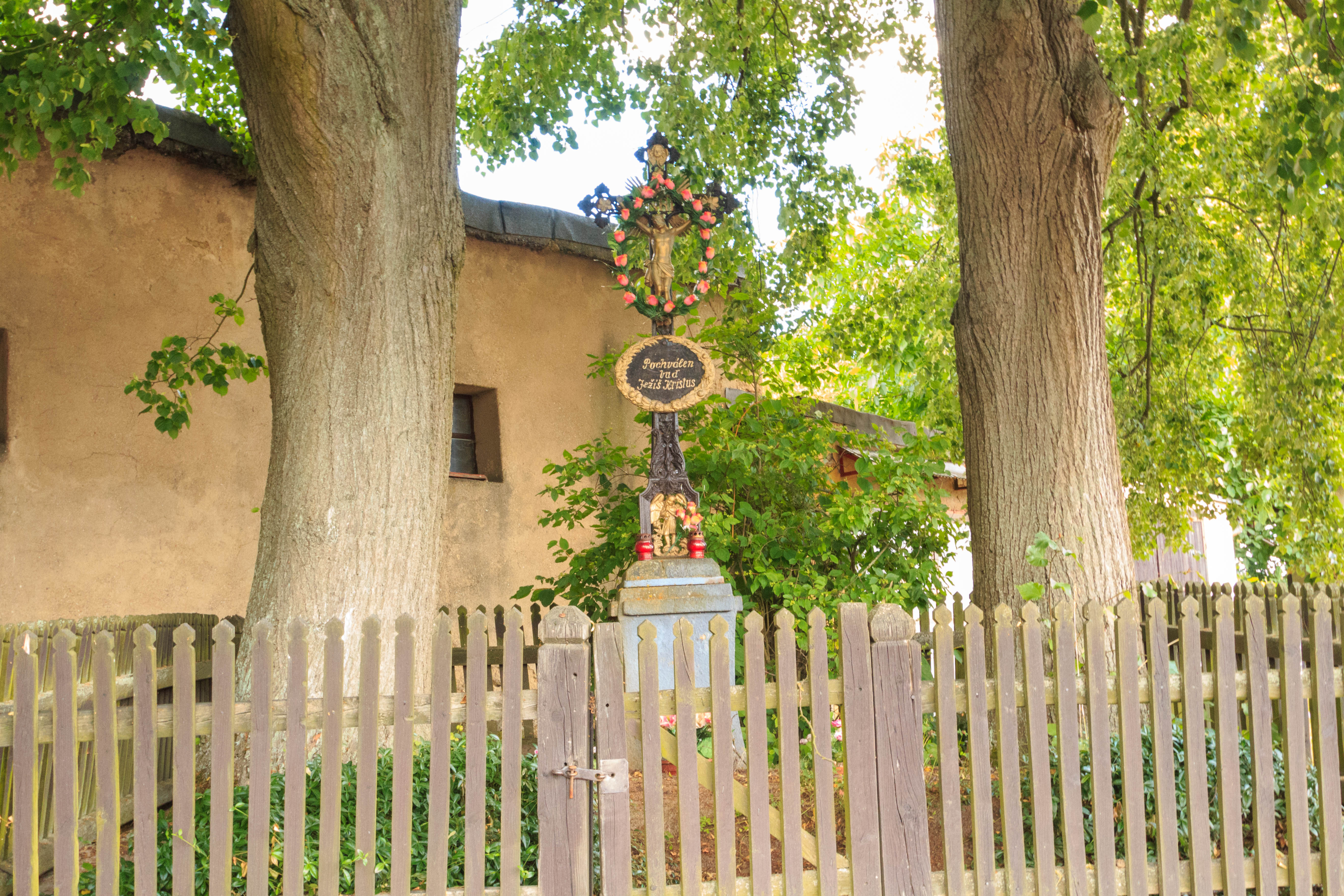
Hlohov křížek